# Татарське письмо
Татарське письмо — письмо татарської мови. В різний час використовувалися різні системи письма:
- Арабське письмо — до 1927 року; нечисленні татари КНР користуються арабським письмом до теперішнього часу.
- Латиниця — в 1927—1939 роках; робилися спроби відродження латиниці на рубежі XX і XXI століть; татари Туреччини, Фінляндії, Чехії, Польщі, США та Австралії використовують татарську латиницю в даний час.[1]
- Кирилиця — з 1939 року по теперішній час; хрещені татари користувалися кирилицею з XIX століття

## Зіставна таблиця
| Кирилиця          | Кирилиця | Кирилиця                      | Арабиця             | Арабиця                             | Латиниця           | Латиниця        | Латиниця        |
| Кирилиця (з 1939) | Назва    | Абетка Ільмінського (XIX ст.) | Иске имлә (до 1920) | Яңа имлә (1920—1927) Арабиця (2012) | Яңалиф (1927—1939) | Яңалиф-2 (1999) | Латиниця (2012) |
| ----------------- | -------- | ----------------------------- | ------------------- | ----------------------------------- | ------------------ | --------------- | --------------- |
| А а               | а        | А а                           | ا ,آ                | ﯪ                                   | A a                | A a             | A a             |
| Ә ә               | ә        | Ӓ ӓ                           | ا ,ه                | ﺋﻪ                                  | Ə ə                | Ə ə             | Ä ä             |
| Б б               | бы       | Б б                           | ب                   | ب                                   | B ʙ                | B b             | B b             |
| В в               | вы       | В в                           | ۋ                   | ۋ                                   | V v                | V v             | V v             |
| —                 | вэ (у)   | —                             | و                   | و                                   | —                  | W w             | W w             |
| Г г               | гэ       | Г г                           | گ                   | ﮒ                                   | G g                | G g             | G g             |
| —                 | гы       | —                             | ع ,غ                | ﻉ                                   | Ƣ ƣ                | Ğ ğ             | Ğ ğ             |
| Д д               | ды       | Д д                           | د                   | ﺩ                                   | D d                | D d             | D d             |
| Е е               | е        | Е е                           | ي                   | ى                                   | E e (Je je)        | E e (Ye ye)     | E e, Ye ye      |
| Ё ё               | йо       | Ё ё                           | يو                  | يؤ                                  | Jo jo              | Yo yo           | Yo yo           |
| Ж ж               | жы       | Ж ж                           | ژ                   | ژ                                   | Ƶ ƶ                | J j             | J j             |
| Җ җ               | җэ       | Ж ж                           | ج                   | ﺝ                                   | Ç ç                | C c             | C c             |
| З з               | зы       | З з                           | ز                   | ﺯ                                   | Z z                | Z z             | Z z             |
| И и               | и        | И и                           | ي                   | ئی                                  | I i                | İ i             | İ i             |
| Й й               | йы       | Й й                           | ي                   | ي                                   | J j                | Y y             | Y y             |
| К к               | кэ       | К к                           | ﮎ                   | ﮎ                                   | K k                | K k             | K k             |
| —                 | кы       | —                             | ق                   | ق                                   | Q q                | Q q             | Q q             |
| Л л               | лы       | Л л                           | ل                   | ل                                   | L l                | L l             | L l             |
| М м               | мы       | М м                           | م                   | م                                   | M m                | M m             | M m             |
| Н н               | ны       | Н н                           | ن                   | ن                                   | N n                | N n             | N n             |
| Ң ң               | ңы       | Ҥ ҥ                           | نک ,ڭ               | ڭ                                   | Ꞑ ꞑ                | Ꞑ ꞑ             | Ñ ñ             |
| О о               | о        | О о                           | و                   | ﯰ ِ                                  | O o                | O o             | O o             |
| Ө ө               | ө        | Ӧ ӧ                           | و                   | ﯰ                                   | Ɵ ɵ                | Ɵ ɵ             | Ö ö             |
| П п               | пы       | П п                           | پ                   | ﭖ                                   | P p                | P p             | P p             |
| Р р               | ры       | Р р                           | ﺭ                   | ﺭ                                   | R r                | R r             | R r             |
| С с               | сы       | С с                           | ﺱ                   | ﺱ                                   | S s                | S s             | S s             |
| Т т               | ты       | Т т                           | ت                   | ت                                   | T t                | T t             | T t             |
| У у               | у        | У у                           | و                   | ﯮ ِ                                  | U u                | U u             | U u             |
| Ү ү               | ү        | Ӱ ӱ                           | و                   | ﯮ                                   | Y y                | Ü ü             | Ü ü             |
| Ф ф               | фы       | Ф ф                           | ف                   | ف                                   | F f                | F f             | F f             |
| Х х               | хы       | Х х                           | خ ,ﺡ                | ﺡ                                   | X x                | X x             | X x             |
| Һ һ               | һэ       | Х х                           | ه                   | ه                                   | H h                | H h             | H h             |
| Ц ц               | цы       | Ц ц                           | —                   | تس                                  | Ts ts              | Ts ts           | Ts ts           |
| Ч ч               | чы       | Ч ч                           | چ                   | ﭺ                                   | C c                | Ç ç             | Ç ç             |
| Ш ш               | шы       | Ш ш                           | ش                   | ﺵ                                   | Ş ş                | Ş ş             | Ş ş             |
| Щ щ               | щы       | Щ щ                           | —                   | شچ                                  | Şc şc              | Şç şç           | Şç şç           |
| Ъ ъ               | ъ        | Ъ ъ                           | ء                   | —                                   | ’                  | —               | —               |
| Ы ы               | ы        | Ы ы                           | ي                   | ئ ِ                                  | Ь ь                | I ı             | I ı             |
| Ь ь               | ь        | Ь ь                           | —                   | —                                   | —                  | ’               | —               |
| Э э               | э        | Э э                           | ي                   | ئ                                   | E e                | E e             | E e             |
| Ю ю               | ю        | Ю ю                           | يو                  | يو                                  | Ju Ju (Jy jy)      | Yu yu (Yü yü)   | Yu yu (Yü yü)   |
| Я я               | я        | Я я                           | يا                  | يا                                  | Ja Ja (Jə jə)      | Ya ya (Yə yə)   | Ya ya (Yä yä)   |

1. В сучасній кирилиці для приголосних ğ і q іноді використовуються диграфи гъ і кь.
2. В іске імле на початку слів на голосний звук писався обов'язковий аліф з хамзою أ ,إ.
3. В іске імле і сучасній арабиці використовуються арабські літери ﺡ خ ذ ص ض ظ ط ع для запису арабських запозичень.
4. В янга імле на початку слів на голосний звук писався обов'язковий йа з хамзою ئ.
5. В абетці Ільмінського можуть вживатися літери ять, фіта і і десяткове.

## Сучасна абетка
5 травня 1939 року Президія Верховної Ради Татарської АРСР прийняла указ «Про переведення татарського письма з латинізованої абетки на абетку на основі російської графіки», який було затверджено Законом ТАССР від 17 серпня того ж року. Згідно з ним було встановлено єдину державну татарську абетку в кількості 38 літер. Попри те, що більшість татар проживали за межами татарської автономії, для них ця абетка також стала обов'язковою до вживання.
Початковий проект професора М. Фазлуліна передбачав повну відмову від діакритики і використання диграфів: аь, жъ, нъ, оь, уь, хъ. Однак такий варіант було відкинуто як вкрай незручний. Після цього, за проектом Курбангалієва і Рамазанова було прийнято абетку з додаванням шести букв (Ө, Е, Ү, і Һ було запозичено з яналіфу, а Җ і Ә були створені зі схожих кириличних літер), використовувану до цього часу.
| А а | Ә ә | Б б | В в | Г г | Д д | Е е | Ё ё |
| Ж ж | Җ җ | З з | И и | Й й | К к | Л л | М м |
| Н н | Ң ң | О о | Ө ө | П п | Р р | С с | Т т |
| У у | Ү ү | Ф ф | Х х | Һ һ | Ц ц | Ч ч | Ш ш |
| Щ щ | Ъ ъ | Ы ы | Ь ь | Э э | Ю ю | Я я |     |

Даний порядок букв в абетці було закріплено у січні 1997 року Постановою Державної Ради РТ. До цього додаткові літери Әә, Өө, Үү, Җҗ, Ңң, Һһ розташовувалися в кінці абетки. За 8 років до цього, у 1989 р. було прийнято рішення про введення додаткових букв Ққ, Ғғ і Ўў для позначення увулярних звуків кь (q) і гъ (ğ), а також нескладового напівголосного в (w). Однак це рішення не було реалізовано частково через очікування швидкого переходу на латиницю, почасти через те, що введення цих букв повністю змінить орфографію татарської мови.
З широким розповсюдженням Інтернету виникла проблема з записом текстів, викликана відсутністю букв додаткової кирилиці в стандартних розкладках. Одним з поширених рішень в Татнеті було використання системи практичної транскрипції казановиця. Але починаючи з першої версії ОС Windows XP, що вийшла в 2001 році, всі наступні ОС сімейства Microsoft Windows за замовчуванням мають у своєму складі татарську клавіатурну розкладку, так само як і необхідні розширені кириличні шрифти. В даний час у зв'язку з широким розповсюдженням новітніх версій ОС Windows і Юнікоду казановиця втратила актуальність.
З 2013 року допускається використання латиниці і арабиці при зверненні громадян в державні органи (див. нижче). Згідно із законом про мови, затвердженим Парламентом Татарстану 24 грудня 2012 року, татарська абетка на основі латиниці виглядає так:
| A a | Ä ä | B b | C c | Ç ç | D d | E e | F f |
| G g | Ğ ğ | H h | I ı | İ i | J j | K k | Q q |
| L l | M m | N n | Ñ ñ | O o | Ö ö | P p | R r |
| S s | Ş ş | T t | U u | Ü ü | V v | W w | X x |
| Y y | Z z | '   |     |     |     |     |     |

### Частотність букв татарської мови
На матеріалі письмового корпусу татарської мови:
| Ранг | Буква | Частотність | Частотність |
| ---- | ----- | ----------- | ----------- |
| 1    | а     | 11.006%     | 11.006      |
| 2    | ә     | 6.647%      | 6.647       |
| 3    | б     | 2.798%      | 2.798       |
| 4    | в     | 0.757%      | 0.757       |
| 5    | г     | 2.913%      | 2.913       |
| 6    | д     | 3.052%      | 3.052       |
| 7    | е     | 7.218%      | 7.218       |
| 8    | ё     | 0.000%      |             |
| 9    | ж     | 0.065%      | 0.065       |
| 10   | җ     | 0.463%      | 0.463       |
| 11   | з     | 1.485%      | 1.485       |
| 12   | и     | 4.438%      | 4.438       |
| 13   | й     | 1.086%      | 1.086       |
| 14   | к     | 4.995%      | 4.995       |
| 15   | л     | 6.516%      | 6.516       |
| 16   | м     | 2.997%      | 2.997       |
| 17   | н     | 7.129%      | 7.129       |
| 18   | ң     | 1.014%      | 1.014       |
| 19   | о     | 1.796%      | 1.796       |
| 20   | ө     | 0.905%      | 0.905       |
| 21   | п     | 1.393%      | 1.393       |
| 22   | р     | 6.818%      | 6.818       |
| 23   | с     | 2.834%      | 2.834       |
| 24   | т     | 5.289%      | 5.289       |
| 25   | у     | 2.598%      | 2.598       |
| 26   | ү     | 1.212%      | 1.212       |
| 27   | ф     | 0.409%      | 0.409       |
| 28   | х     | 0.722%      | 0.722       |
| 29   | һ     | 0.404%      | 0.404       |
| 30   | ц     | 0.166%      | 0.166       |
| 31   | ч     | 1.481%      | 1.481       |
| 32   | щ     | 0.006%      | 0.006       |
| 33   | ш     | 1.788%      | 1.788       |
| 34   | ъ     | 0.109%      | 0.109       |
| 35   | ы     | 5.522%      | 5.522       |
| 36   | ь     | 0.403%      | 0.403       |
| 37   | э     | 0.293%      | 0.293       |
| 38   | ю     | 0.189%      | 0.189       |
| 39   | я     | 1.085%      | 1.085       |

На аналізі невеликої частини (28,5 КБ) матеріалів видання intertat.ru [Архівовано 27 липня 2017 у Wayback Machine.]:
| Ранг | Буква | Частотність | Частотність |
| ---- | ----- | ----------- | ----------- |
| 1    | a     | 10.813%     | 10.813      |
| 2    | ä     | 7.531%      | 7.531       |
| 3    | b     | 3.059%      | 3.059       |
| 4    | c     | 0.402%      | 0.402       |
| 5    | ç     | 1.795%      | 1.795       |
| 6    | d     | 3.049%      | 3.049       |
| 7    | e     | 7.110%      | 7.11        |
| 8    | f     | 0.595%      | 0.595       |
| 9    | g     | 1.185%      | 1.185       |
| 10   | ğ     | 1.358%      | 1.358       |
| 11   | h     | 0.392%      | 0.392       |
| 12   | ı     | 5.766%      | 5.766       |
| 13   | i     | 4.318%      | 4.318       |
| 14   | j     | 0.045%      | 0.045       |
| 15   | k     | 2.633%      | 2.633       |
| 16   | l     | 7.169%      | 7.169       |
| 17   | m     | 3.307%      | 3.307       |
| 18   | n     | 6.569%      | 6.569       |
| 19   | ñ     | 0.892%      | 0.892       |
| 20   | o     | 2.122%      | 2.122       |
| 21   | ö     | 0.907%      | 0.907       |
| 22   | p     | 1.339%      | 1.339       |
| 23   | q     | 1.973%      | 1.973       |
| 24   | r     | 7.164%      | 7.164       |
| 25   | s     | 2.697%      | 2.697       |
| 26   | ş     | 1.760%      | 1.76        |
| 27   | t     | 5.404%      | 5.404       |
| 28   | u     | 2.638%      | 2.638       |
| 29   | ü     | 0.957%      | 0.957       |
| 30   | v     | 0.243%      | 0.243       |
| 31   | w     | 0.357%      | 0.357       |
| 32   | x     | 0.451%      | 0.451       |
| 33   | y     | 2.737%      | 2.737       |
| 34   | z     | 1.264%      | 1.264       |

## На основі арабської абетки

### Иске имлә
Абетка на основі арабської графіки використовувалася з X століття по 1920 рік Почала застосовуватися предками казанських татар після прийняття ними ісламу. Отримала назву «иске имлә» — старе письмо, на відміну від «яңа имлә» — нове письмо.
| آ | ا | ب | پ | ت | ث | ج | چ |
| ح | خ | د | ذ | ر | ز | ژ | س |
| ش | ص | ض | ط | ظ | ع | غ | ف |
| ق | ك | گ | ڭ | ل | م | ن | ه |
| و | ۋ | ي |   |   |   |   |   |

Для звуків, які відсутні в арабській мові, використовувались додаткові графеми:
- арабо-перські графеми для п, ч, ж, г — گ ژ چ پ

- для ң і в — ۋ ڭ

### Яңа имлә
Декретом РНК Татарської АРСР від 19 грудня 1920 року було уточнено і спрощено вживання арабського письма в татарській мові: вилучено деякі літери і знаки, введено додаткові літери. У листопаді 1925 року Академцентр Наркомату освіти ТАССР видав Постанову, згідно з якою нові правила стали обов'язковими для застосування в усіх радянських установах, школах і татарському друку. «Яңа имлә» використовувався в татарській мові до 1927 року, після чого було впроваджено «яналіф» на основі латинської графіки.
Татарська абетка на основі арабської графіки (1920—1927).
| ئا | ﺋﻪ | پ  | ب  | ت | ج | چ | ح |
| د  | ر  | ز  | ژ  | س | ش | ع | ف |
| ق  | ك  | گ  | ڭ  | ل | م | ن | و |
| ۋ  | ی  | ئو | ئوُ | ئ |   |   |   |

## На основі кирилиці

### Абетка Ільмінського
Перша стандартизована абетка на основі кирилиці для татарської мови пов'язана з місіонерською діяльністю Н. В. Ільмінського, який зі своїми послідовниками видозмінив російську абетка для мов народів Поволжя. Абетка Ільмінського використовувалася для християнізації татарського населення, і тому татари-мусульмани не використовували його. Перше видання на абетці Ільмінського — буквар — вийшов у 1861 році.
Крім букв російської абетки, ця абетка містила букви Ӓ ӓ, Ӧ ӧ, Ҥ ҥ, Ӱ ӱ. Вона використовується в даний час тільки кряшенами, причому вони досі можуть вживати дореволюційне написання православних імен і літери ять, фіта та і десяткове.
| А а   | Ӓ ӓ   | Б б | (В в) | Г г | Д д   | Е е   | Ё ё   | Ж ж | З з |
| И и   | Й й   | К к | Л л   | М м | Н н   | Ҥ ҥ   | О о   | Ӧ ӧ | П п |
| Р р   | С с   | Т т | У у   | Ӱ ӱ | (Ф ф) | (Х х) | (Ц ц) | Ч ч | Ш ш |
| (Щ щ) | (Ъ ъ) | Ы ы | (Ь ь) | Э э | Ю ю   | Я я   |       |     |     |

## На основі латиниці

### Перші спроби латинізації
У 1908—1909 роках татарський поет Сагіт Рамієв почав використовувати латинську абетку в своїх творах. Для позначення «твердих голосних» він запропонував використовувати диграфи ea, eu, eo, ei. Але «арабісти» не дали йому втілити в життя свій проект.
Однак незабаром радянською владою було проведено латинізацію у всіх тюркомовних республіках СРСР. З цією метою в Москві було організовано спеціальний «Центральний комітет щодо нової абетки». Першим реальним кроком до латинізації був проект татарсько-башкирської латиниці, опублікований в газеті «Эшче» («Робітник») у 1924 році. Вимову літер було засновано на англійській абетці, а специфічні башкирські звуки передавалися диграфами. Цей проект було відхилено.

### Яналіф
У 1924 році в Баку і в 1927 році в Ташкенті було скликано конференції тюркологів. На обох конференціях татарська делегація, очолювана письменником Галімжаном Ібрагімовим, а також казахська делегація, виступали проти заміни. Третя конференція пройшла в Казані. На цей раз татарська делегація погодилася почати перехід на латиницю. У квітні 1926 року в Казані почало роботу «Товариство нової татарської абетки» («Jaŋa tatar əlifвasь»/«Яңа татар әлифбасы»).

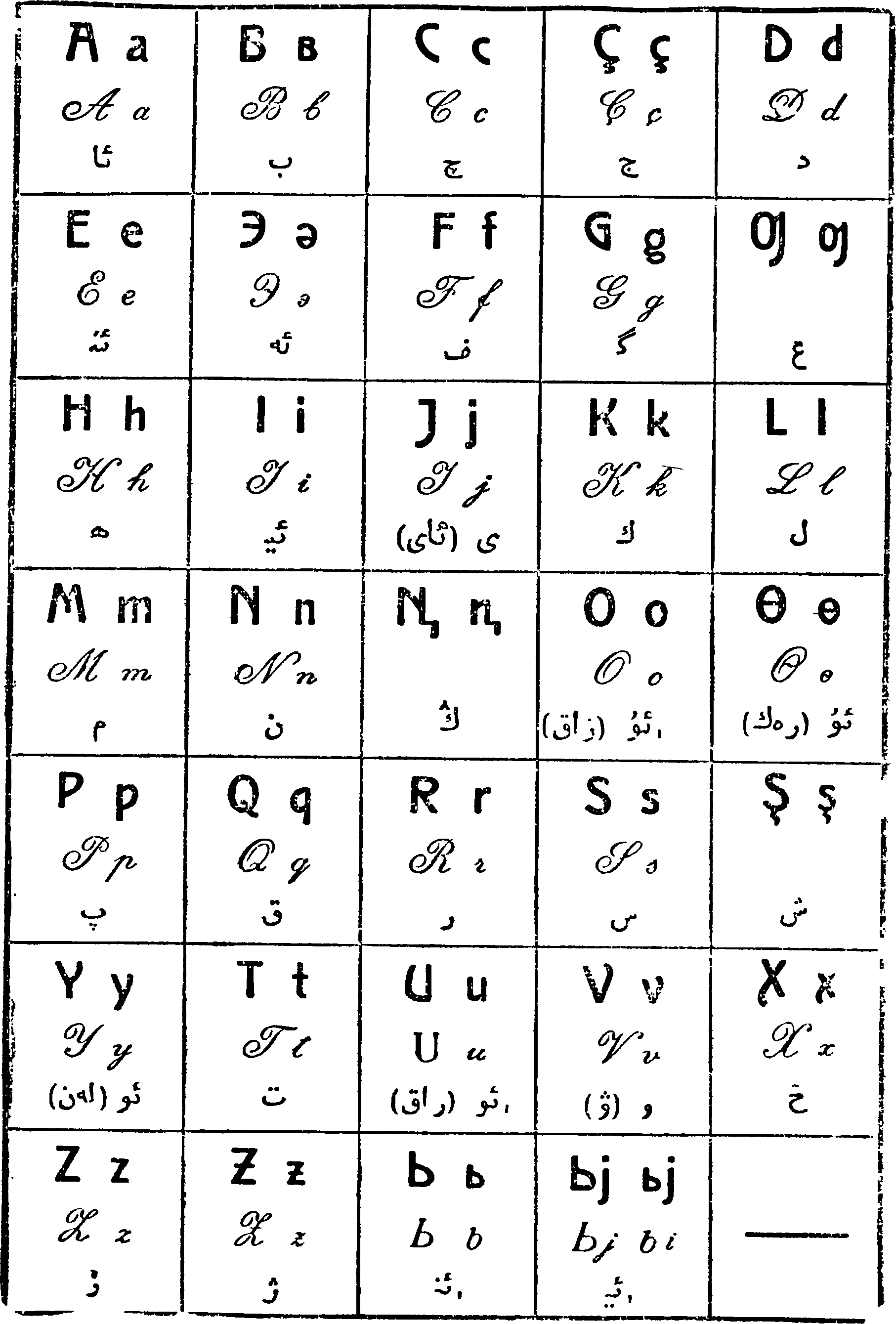
Букви Яналіфу і їхні арабські аналоги (1927 рік)

C 3 липня 1927 яналіф було оголошено офіційним письмом татарської мови. У 1928 яналіф було реформовано і після цього він використовувався 12 років. Джерела вказують на те, що в ньому було 34 літери, але розходяться в тому, якою була 34-а: був це диграф Ьј чи апостроф. Також існують різні дані про порядок букв в абетці (Ə ставилося після A або після E, Ь після E або Ƶ, Y після Ş або X).
Татарська абетка на основі латинської графіки (1927—1939):
| A a | B ʙ | C c | Ç ç | D d | E e | Ə ə | F f |
| G g | Ƣ ƣ | H h | I i | J j | K k | L l | M m |
| N n | Ꞑ ꞑ | O o | Ɵ ɵ | P p | Q q | R r | S s |
| Ş ş | T t | U u | V v | X x | Y y | Z z | Ƶ ƶ |
| Ь ь |     |     |     |     |     |     |     |

У 1939 р. її було замінено кириличною абеткою. Варто зазначити, що протягом 12 років активного використання латиниці також використовувалася арабська абетка (як яна імла, так і іске імла). Наприклад, один Моабітський зошит Муси Джаліля було написано на яналіфі, а інший — арабським письмом. Обидва зошити було створено в німецькій в'язниці після офіційного введення кирилиці.
Також яналіф використовувався в нацистській пропаганді. Обмежено яналіф використовувався до п'ятдесятих років, поки більшість шкільних підручників становили випущені до війни. Яналіф також використовувала частина татарської діаспори, зокрема татарська служба радіо «Вільна Європа».

### Латиниця 1999 року
У пострадянський період активно обговорювалося питання про заміну кирилиці на латиницю. У підсумку нову татарську абетку було прийнято Законом Республіки Татарстан від 15 вересня 1999 року № 2352 «Про відновлення татарської абетки на основі латинської графіки», проте дію зазначеного закону було призупинено Постановою Конституційного суду Російської Федерації від 16 листопада 2004 року № 16-П. Так чи інакше, ця версія латиниці спочатку широко використовувалася, на ній виходила навчальна і довідкова література з татарської мови тощо.
Після скасування використання латиниці як офіційної в 2004—2005 рр. республіка дещо змінила в 2011—2012 рр. абетку в бік зближення з турецькою і загальною тюркською абеткою (деякі додаткові літери відрізняються від латиниці 1999 року).
| A a | Ə ə | B b | C c | Ç ç | D d | E e | F f |
| G g | Ğ ğ | H h | I ı | İ i | J j | K k | Q q |
| L l | M m | N n | Ꞑ ꞑ | O o | Ɵ ɵ | P p | R r |
| S s | Ş ş | T t | U u | Ü ü | V v | W w | X x |
| Y y | Z z | ’   |     |     |     |     |     |

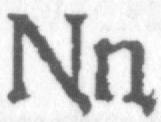
Літера N з нижнім виносним елементом

Оскільки в більшості шрифтів відсутні 3 букви нової латинської абетки, в Інтернеті планувалося дозволити використовувати Ä для позначення Е, Ö — для Ө, Ñ — для Ә. Така абетка застосовувалася на сайті радіо Азатлик.
Крім того, в 2003 році на офіційному сайті РТ пропонувалася до обговорення «Інтернет-абетка» Іналиф (від слів" Інтернет і тат. әлифба). Головна мета цієї абетки полягала в тому, щоб мати можливість вводити та обробляти татарські тексти з допомогою стандартної англійської клавіатури і без використання діакритичних знаків. Модифікація Inalif2 цієї абетки використовується на сайті татарсько-російського словника www.suzlek.ru.

## Про конфлікт навколо переходу на латинський алфавіт

### Прагнення до мовного суверенітету
В кінці 1980-х років (період гласності та перебудови) деякі татарські мовознавці та письменники почали піднімати питання про повернення до латиниці.
Питання про введення латинської графіки в Татарстані офіційно було піднято вже на початку 1990-х років після розпаду СРСР одночасно з переходом на латиницю деяких тюркських колишніх союзних республік. Другий Всесвітній конгрес татар, що відбувся у Казані в 1997, рекомендував республіканській владі прийняти закон про відновлення татарської абетки на основі латиниці.
15 вересня 1999 Держрада (парламент) Татарстану прийняла закон «Про відновлення татарської абетки на основі латинської графіки», який набув чинності 1 вересня 2001.
Передбачалося, що перехід з кирилиці на латинський алфавіт буде проходити поетапно протягом цілого десятиліття. З осені 2000 латиниця застосовується в ряді шкіл у вигляді експерименту. До 2011 року, коли планувалося завершити перехід на латинський алфавіт, друкована продукція повинна була видаватися як кирилицею, так і на основі латинського алфавіту.

### Скасування федеральною владою і заперечення республікою
15 січня 2002 року Державна Дума Російської Федерації внесла поправку до Федерального Закону «Про мови народів РФ», яка встановила, що графічною основою державної мови РФ і всіх державних мов республік РФ є кирилиця. На цей час серед республік Росії, які передбачали переведення писемності на латиницю, були Татарстан і Карелія.
У жовтні 2004 року Конституційний суд Російської Федерації приступив до розгляду кількох питань, що стосуються статусу татарської мови.
Перше питання стосувалося конституційності норм законів Республіки Татарстан «Про мови народів Республіки Татарстан» і «Про освіту» щодо вивчення татарської мови у дошкільних, шкільних і середніх спеціальних навчальних закладах.
Голова Держради Республіки Татарстану Фарід Мухаметшин повідомив у суді, що в місцях компактного проживання татар (в основному в сільській місцевості) всі предмети викладаються татарською мовою. У школах для національних меншин всі предмети також викладаються корінними мовами, наприклад, чуваською. У зв'язку з тим, що російськомовне населення Татарстану становить 47 % проти 53 % татарського, в цілях «збереження самобутніх мов» влада республіки прийняла програму навчання двом державним мовам — російській та татарській — в рівних обсягах. При цьому у вузах Татарстану викладання ведеться не тільки російською, але й частково татарською, а діловодство — російською і татарською мовами одночасно.
Друге питання розглядалося з подання Верховного суду і парламенту Республіки Татарстан — вони просили визнати неконституційними норми Закону РФ «Про мови народів РФ», які зробили кирилицю обов'язковою для всіх мов Росії. Держрада і Верховний суд Татарстану переконані, що вирішувати, якою буде графічна основа у національної мови, суб'єкт Федерації може самостійно.

### Рішення Конституційного суду
16 листопада 2004 Конституційний суд РФ визнав право органу федеральної законодавчої влади встановлювати графічну основу державних мов народів Росії, відхиливши тим самим спроби влади Татарстану перевести татарську писемність з кирилиці на латиницю.
Суд зазначив, що встановлення єдиної графічної основи державних мов народів Росії «легітимує історично сформовані реалії», «забезпечує — в цілях збереження державної єдності — гармонізацію та збалансоване функціонування загальнофедеральної мови і державних мов республік» і в той же час не перешкоджає реалізації громадянами Росії прав і свобод у мовній сфері".
Конституційний суд зазначив, що зміна графічної основи допустима, якщо вона «відповідає історико-культурним, соціальним та політичним реаліям та інтересам багатонаціонального народу Росії». Але вирішення такого питання республікою в односторонньому порядку може призвести «до ослаблення федеративної єдності та обмеження прав і свобод громадян, зокрема тих, які проживають за межами даної республіки, але для яких ця мова є рідною».
Після оголошення рішення голова Держради Республіки Татарстану Фарід Мухаметшин повідомив, що влада республіки не має наміру більше звертатися з даного питання до будь-яких судів, включно з Європейським.
28 грудня 2004 року рішенням Верховного суду РТ було задоволено заяву прокурора РТ про визнання закону № 2352 «Про відновлення татарської абетки на основі латинської графіки» не чинним. Таким чином, проіснувавши трохи більше 5 років, з 22 січня 2005 року татарська латиниця 1999 року перестала використовуватися офіційно і, відповідно до зміненого республіканського закону, була залишена для використання в порядку експерименту.
Це рішення Верховного суду було згодом підтверджено також прийняттям 24 грудня 2012 року закону 5-ЗРТ «ПРО визнання таким, що втратив чинність Закону Республіки Татарстан „Про відновлення татарської абетки на основі латинської графіки“»..

### Подальший розвиток
29 червня 2011 року на засіданні комітету Держради РТ з культури, науки, освіти і національних питань було розглянуто проект закону РТ «Про внесення змін до Закону РТ „Про відновлення татарської абетки на основі латинської графіки“». Мова не йшла про заміну кирилиці на латиницю, а фактично замість введення нового алфавіту пропонувалася просто офіційна система наукової транслітерації з арабської та кириличної татарських абеток на латиницю. При цьому абетку було дещо змінено у бік зближення з турецькою і загальною тюркською абетками.
24 грудня 2012 року Державна Рада РТ прийняла закон 1-ЗРТ «Про використання татарської мови як державної мови Республіки Татарстан». Згідно із законом, кирилична абетка залишається офіційною, однак стало допустимим використання латиниці і арабиці при зверненні громадян у державні органи і латиниці при транслітерації. В офіційних відповідях державних органів використовується кирилиця, однак передбачається можливість дублювання кириличного тексту латиницею або арабицею. Відповідність букв кирилиці літерами латиниці і арабиці зазначено у додатку до закону.